# Desmond Bane

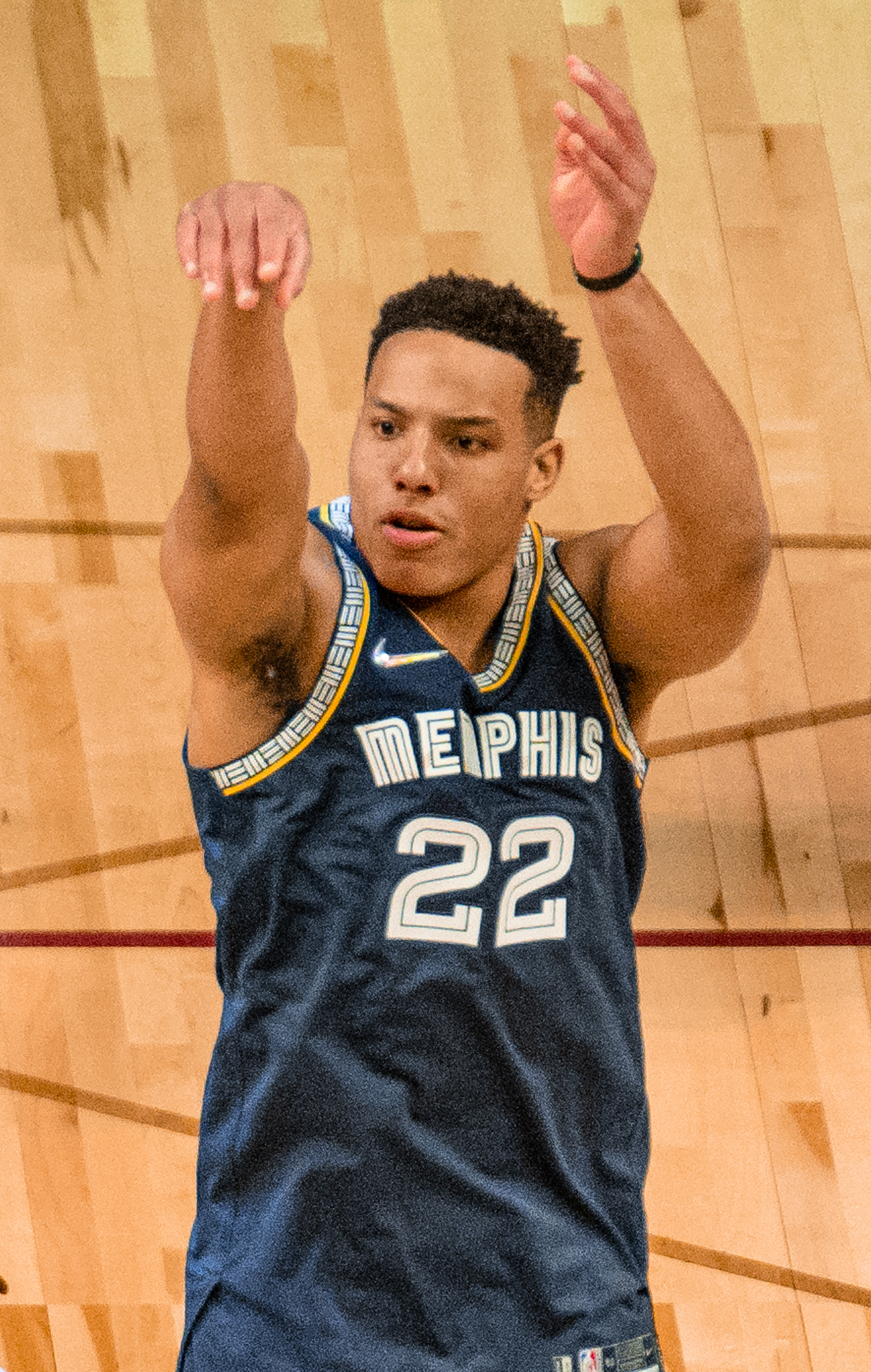
Desmond Bane, 2022.

Desmond Michael Bane, född 25 juni 1998 i Richmond i Indiana, är en amerikansk professionell basketspelare (SG/SF) som spelar för Orlando Magic i National Basketball Association (NBA). Han har tidigare spelat för Memphis Grizzlies.
Bane draftades av Boston Celtics i första rundan i 2020 års draft som 30:e spelare totalt.
Innan han blev proffs studerade Bane vid Texas Christian University och spelade för deras idrottsförening TCU Horned Frogs.